# Belleville-en-Beaujolais
Belleville-en-Beaujolais község Franciaország Auvergne-Rhône-Alpes régiójában, Rhône megyében. Új községként 2019. január 1-jén jött létre Belleville és Saint-Jean-d’Ardières község egyesítésével. A korábbi községek egyesülésekor az új község lélekszáma 12 881 fő lett. Lakosainak száma 13 767 fő (2022. január 1.).

## Népesség
| Lakosok száma | 12 971 | 13 057 | 13 314 | 13 336 | 13 542 | 13 767 |
|               | 2017   | 2018   | 2019   | 2020   | 2021   | 2022   |